# Elisabeth Eichholz
Elisabeth (of Elfriede) Eichholz (geboortenaam: Kleinhans) (Wolmirstedt, 12 november 1939 – 19 augustus 2022) was een wielrenster uit de DDR.
In 1965 werd ze wereldkampioene op de weg in Lasarte-Oria nabij San Sebastian in Spaans Baskenland. In 1960 behaalde ze al een bronzen medaille op het wereldkampioenschap op de Sachsenring in eigen land. Daarnaast werd ze viermaal Oost-Duits kampioene op de weg: in 1961, 1962, 1964 en 1965.
Ze overleed op 82-jarige leeftijd.

## Palmares
1960

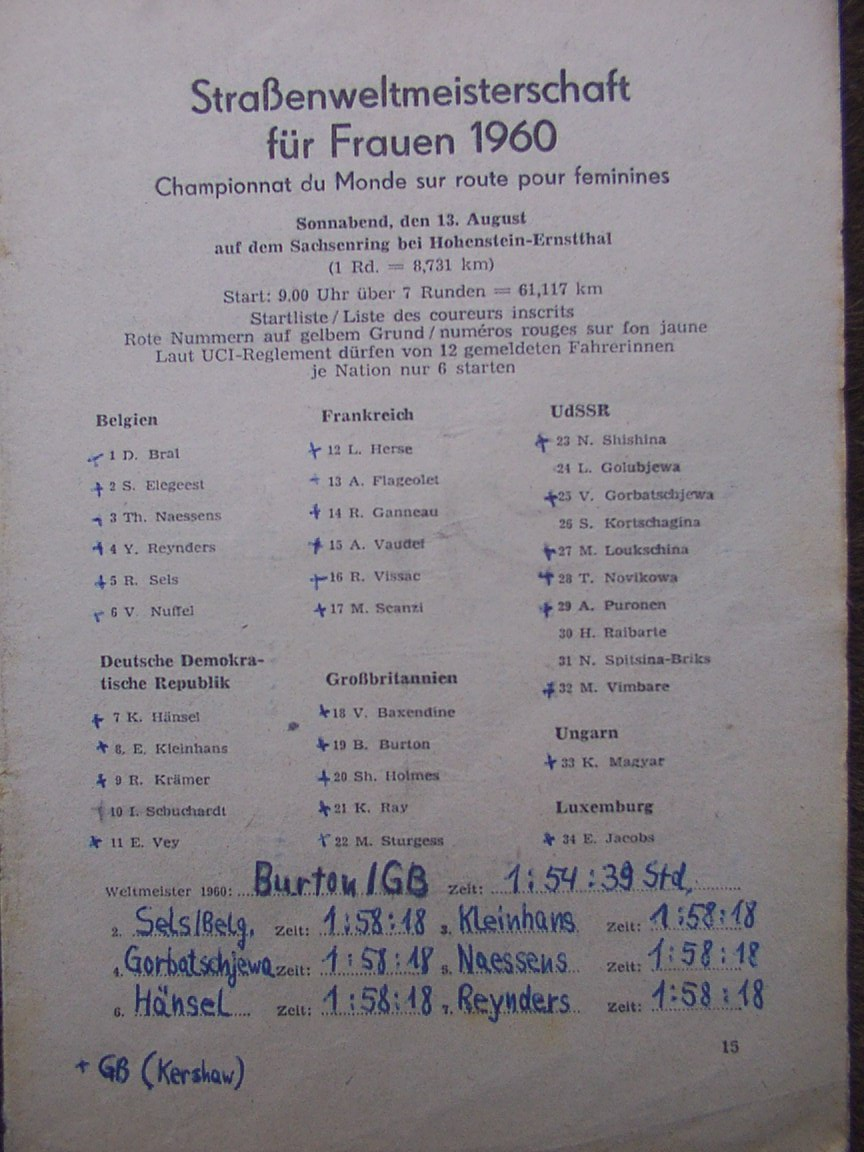
Kleinhans op de startlijst van het WK 1960.

- Wereldkampioenschap op de weg op de Sachsenring

1961
- Oost-Duits kampioene op de weg
- 7e Wereldkampioenschap op de weg op het eiland Man

1962
- Oost-Duits kampioene op de weg

1963
- Oost-Duits kampioenschap op de weg

1964
- Oost-Duits kampioene op de weg

1965
- Wereldkampioene op de weg in Lasarte-Oria
- Oost-Duits kampioene op de weg